# Shattered Glass
Shattered Glass er en amerikansk-canadisk film af Billy Ray fra 2003, der bygger på den såkaldte "Glass-skandale" fra 1998, da det blev afsløret at den unge journalist Stephen Glass i det anerkendte ugemagasin The New Republic havde fabrikeret mange af sine artikler. Hayden Christensen spille hovedrollen som Glass. Filmen er skrevet og instrueret af Billy Ray.

## Medvirkende
- Hayden Christensen som Stephen Glass
- Peter Sarsgaard som Charles «Chuck» Lane
- Chloë Sevigny som Caitlin Avey
- Rosario Dawson som Andy Fox
- Melanie Lynskey som Amy Brand
- Hank Azaria som Michael Kelly
- Steve Zahn som Adam Penenberg